# KCNJ9
KCNJ9 (англ. Potassium voltage-gated channel subfamily J member 9) – білок, який кодується однойменним геном, розташованим у людей на короткому плечі 1-ї хромосоми.  Довжина поліпептидного ланцюга білка становить 393 амінокислот, а молекулярна маса — 44 020.
| 10         |  | 20         |  | 30         |  | 40         |  | 50         |
| ---------- |  | ---------- |  | ---------- |  | ---------- |  | ---------- |
| MAQENAAFSP |  | GQEEPPRRRG |  | RQRYVEKDGR |  | CNVQQGNVRE |  | TYRYLTDLFT |
| TLVDLQWRLS |  | LLFFVLAYAL |  | TWLFFGAIWW |  | LIAYGRGDLE |  | HLEDTAWTPC |
| VNNLNGFVAA |  | FLFSIETETT |  | IGYGHRVITD |  | QCPEGIVLLL |  | LQAILGSMVN |
| AFMVGCMFVK |  | ISQPNKRAAT |  | LVFSSHAVVS |  | LRDGRLCLMF |  | RVGDLRSSHI |
| VEASIRAKLI |  | RSRQTLEGEF |  | IPLHQTDLSV |  | GFDTGDDRLF |  | LVSPLVISHE |
| IDAASPFWEA |  | SRRALERDDF |  | EIVVILEGMV |  | EATGMTCQAR |  | SSYLVDEVLW |
| GHRFTSVLTL |  | EDGFYEVDYA |  | SFHETFEVPT |  | PSCSARELAE |  | AAARLDAHLY |
| WSIPSRLDEK |  | VEEEGAGEGA |  | GGEAGADKEQ |  | NGCLPPPESE |  | SKV        |

A: Аланін

C: Цистеїн

D: Аспарагінова кислота

E: Глутамінова кислота

F: Фенілаланін

G: Гліцин

H: Гістидин

I: Ізолейцин

K: Лізин

L: Лейцин

M: Метіонін

N: Аспарагін

P: Пролін

Q: Глутамін

R: Аргінін

S: Серин

T: Треонін

V: Валін

W: Триптофан

Кодований геном білок за функціями належить до іонних каналів, потенціалзалежних каналів. 
Задіяний у таких біологічних процесах як транспорт іонів, транспорт, транспорт калію. 
Білок має сайт для зв'язування з калію. 
Локалізований у мембрані.